# Steve Colson
Adegoke Steve Colson (* 4. September 1949 in Newark, New Jersey) ist ein US-amerikanischer Jazzpianist, Arrangeur, Komponist und Musikpädagoge.

## Leben
Colson wuchs in East Orange auf und studierte an der Northwestern University School of Music. Anfang der 1970er Jahre lebte er zunächst in Chicago, wo er Mitglied des AACM wurde. Er arbeitete seit dieser Zeit u. a. mit Musikern wie Kalaparusha Maurice McIntyre, Muhal Richard Abrams, Pheeroan AkLaff, Ed Blackwell, Hamiet Bluiett, Kahil El’Zabar, Joseph Jarman, Malachi Favors oder Oliver Lake.
1978/79 nahm er mit seiner Formation Unity Troup sein Debütalbum Triumph! auf, bei dem er auch auf dem Altsaxophon und der Musette zu hören ist. 1980 erschien bei Black Saint ein weiteres Album, No Reservation. Nach seiner Rückkehr an die Ostküste arbeitet er mit dem Spirit of Life Ensemble sowie mit Amina und Amiri Barakas Blue Ark. 1997 spielte er mit Jarman, McIntyre, Favors und Zabar in der Formation Bright Moments, mit der er das Delmark-Album The Return of the Lost Tribe einspielte. 2004 entstand mit seiner Ehefrau, der Sängerin Iqua Colson, das Duo-Album Hope for Love; 2009 nahm er das Album The Untarnished Dream auf, bei dem Reggie Workman, Andrew Cyrille und erneut seine Frau Iqua mitwirkten. Er wirkte auch bei David Murrays Oktett-Album New Life (1985) sowie bei Baikida Carrolls Door of the Cage (1994) und Marionettes on a High Wire (2001) und bei Andrew Cyrilles Ode to the Living Tree mit.
Als Arrangeur und Orchesterleiter führte er die Musik von Willie The Lion Smith im Rahmen des Lost Jazz Shrines-Projekts auf. Außerdem arbeitete er als musikalischer Leiter für verschiedene Theaterprojekte, wie Adventures of a Black Girl in Search of God von Djanet Sears und mit Amiri Baraka und Max Roach (The Life and Life of Bumpy Johnson). Colson unterrichtete Anfang der 1980er Jahre im Rahmen des Jazz Artists in the Schools des National Endowment for the Arts und ist gegenwärtig (2011) Dozent am Bloomfield College in New Jersey. Er lebt in Montclair (New Jersey).